# Dedo von Krosigk (Kreisdirektor)

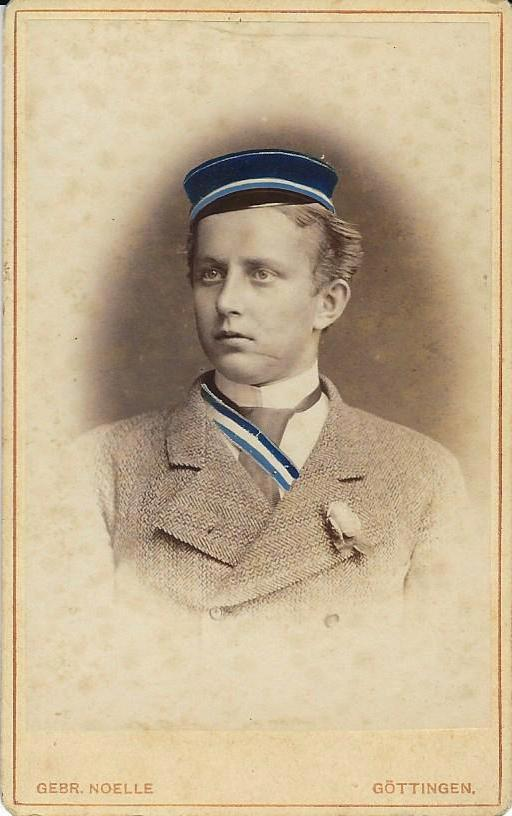
Dedo von Krosigk als Göttinger Sachse, 1879

Dedo Adolf Friedrich von Krosigk (* 28. Dezember 1858 in Rathmannsdorf; † 30. Juni 1932 ebenda) war ein deutscher Verwaltungsbeamter, Hofbeamter und Rittergutsbesitzer.

## Leben
Dedo von Krosigk war Sohn des Rittergutsbesitzers und Kammerherrn zu Rathmannsdorf, Erich von Krosigk und dessen ersten Ehefrau Sidonie Charlotte, geb. von Veltheim (1838–1873). Der spätere Reichsfinanzminister Johann Ludwig Graf Schwerin von Krosigk war sein Halbbruder.
1872 wurde er in die Ritterakademie in Brandenburg an der Havel aufgenommen. Nach bestandener Prüfung am 9. März 1878 wurde er mit dem Zeugnis zur Reise zur Universität entlassen. Er studierte Rechtswissenschaften an der Georg-August-Universität Göttingen. 1878 wurde er Mitglied des Corps Saxonia Göttingen. Nach Abschluss des Studiums absolvierte er das Referendariat und wurde Regierungsassessor im Herzogtum Anhalt. Von 1894 bis 1917 war er Kreisdirektor des Landkreises Bernburg. 1906 wurde er zum Herzoglichen Anhaltischen Kammerherrn ernannt.
Nach seinem Abschied aus dem Staatsdienst war er seit 1917 Besitzer des Ritterguts Rathmannsdorf mit einer Fläche von 560 Hektar, auf dem er bis zu seinem Tod lebte. Er war Oberleutnant der Landwehr-Kavallerie. Seine Ehefrau war Minette Freiin von Plettenberg.